# Schönjungferngrund

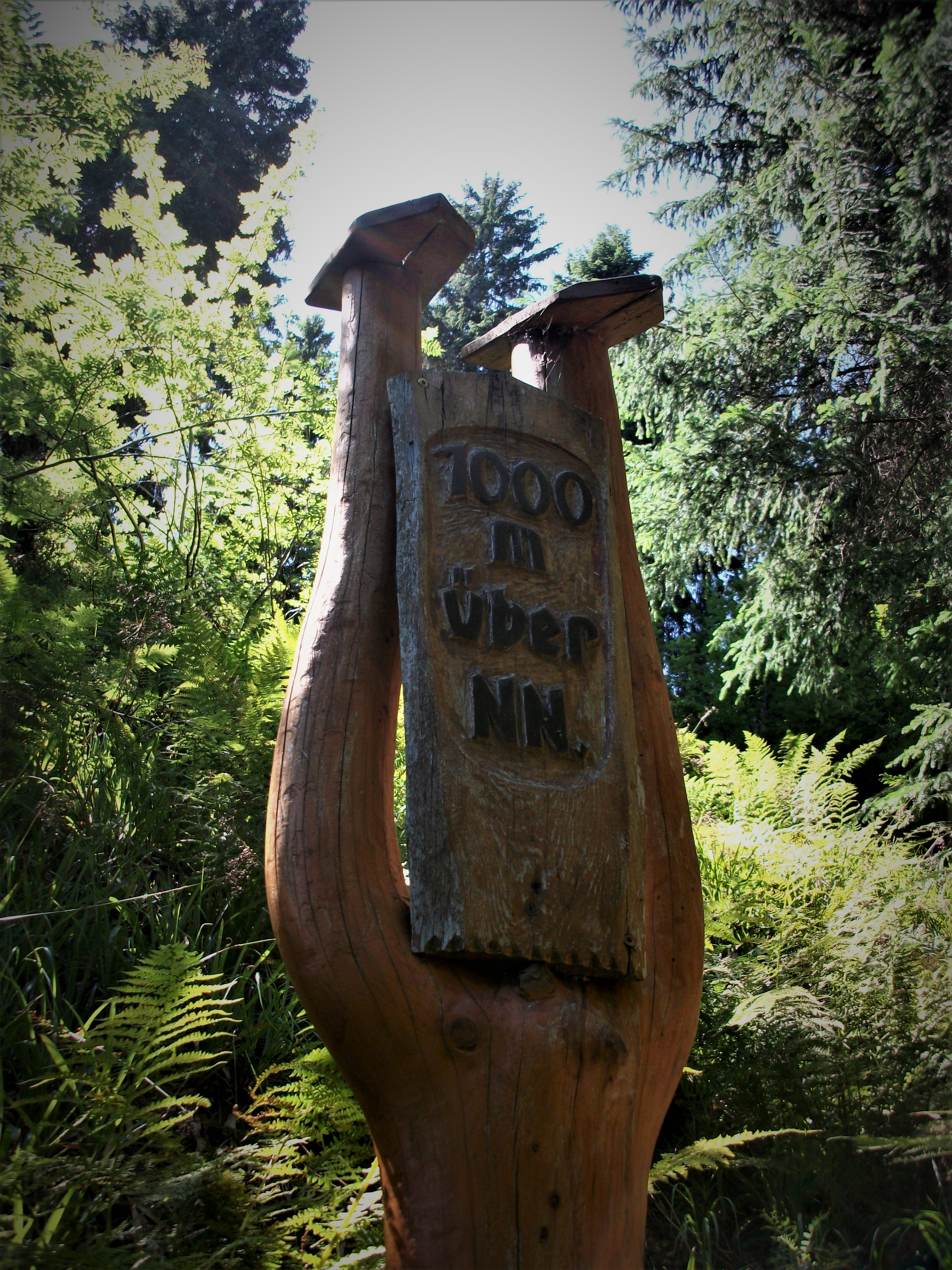
Schönjungferngrund, 1000-Meter-Höhenmarke

Der Schönjungferngrund ist eine Talsenke am Fichtelberg im Freistaat Sachsen unweit der deutsch-tschechischen Grenze. 

## Sage und Geschichte

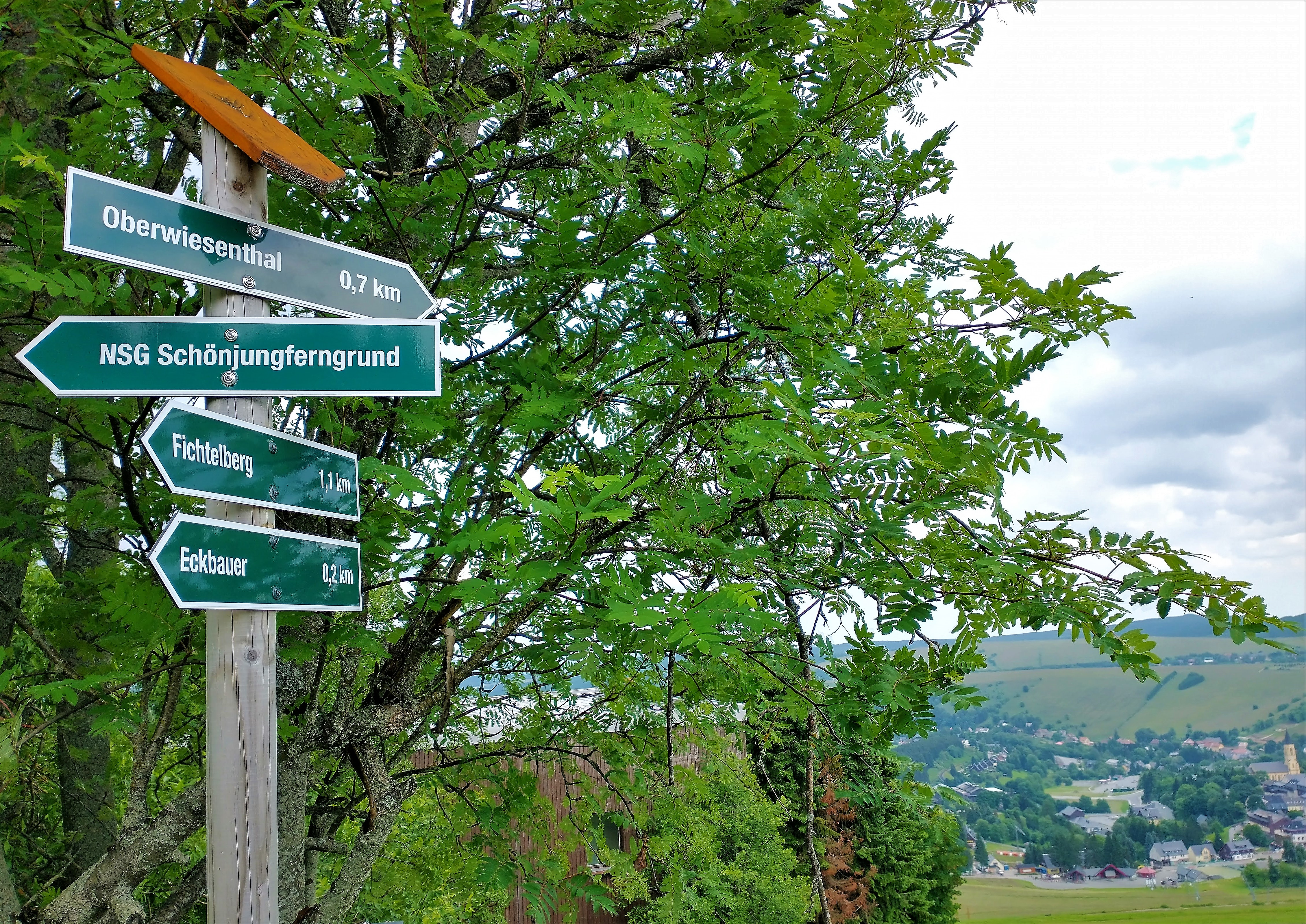
Wegweiser zum Schönjungferngrund mit Blick nach Oberwiesenthal

In diesem Grund liegt der Schnee in schneereichen Wintern viele Meter tief und bleibt oft noch bis zum Ende des Frühjahrs liegen. Der Sage nach soll vor langen Zeiten hier ein schönes Schloss gestanden haben, in dem noch schönere Burgfräulein wohnten. Darauf kamen Raubritter, zerstörten das Schloss und ermordeten die schönen Jungfern. Sie leben aber doch noch, wohnen im Innern des Berges und bleichen im Frühling ihre Leibwäsche.
In der ersten Hälfte des 20. Jahrhunderts wurde im Schönjungferngrund eine nach diesem benannte Skisprungschanze errichtet. Dort wurde das Skispringen der Deutschen Skimeisterschaften 1911 ausgetragen.
Heute gehört der Schönjungferngrund zum 1961 gegründeten, 18,67 ha großen und zweiteiligen Naturschutzgebiet Fichtelberg mit Schönjungferngrund (NSG-Nr. 163092). 